# 北工大西门站
北工大西门站是一个位于中国北京市朝阳区潘家园街道与南磨房地区交界西大望路、松榆北路交叉口南侧，属于北京地铁14号线的地铁车站。该站于2015年12月26日随14号线中段通车试运营而投入使用。

## 位置
该站位于东南三环外，松榆北路（向西）与西大望路（南北向）交汇处南侧，北京工业大学西门外，呈南北走向布置。

## 结构

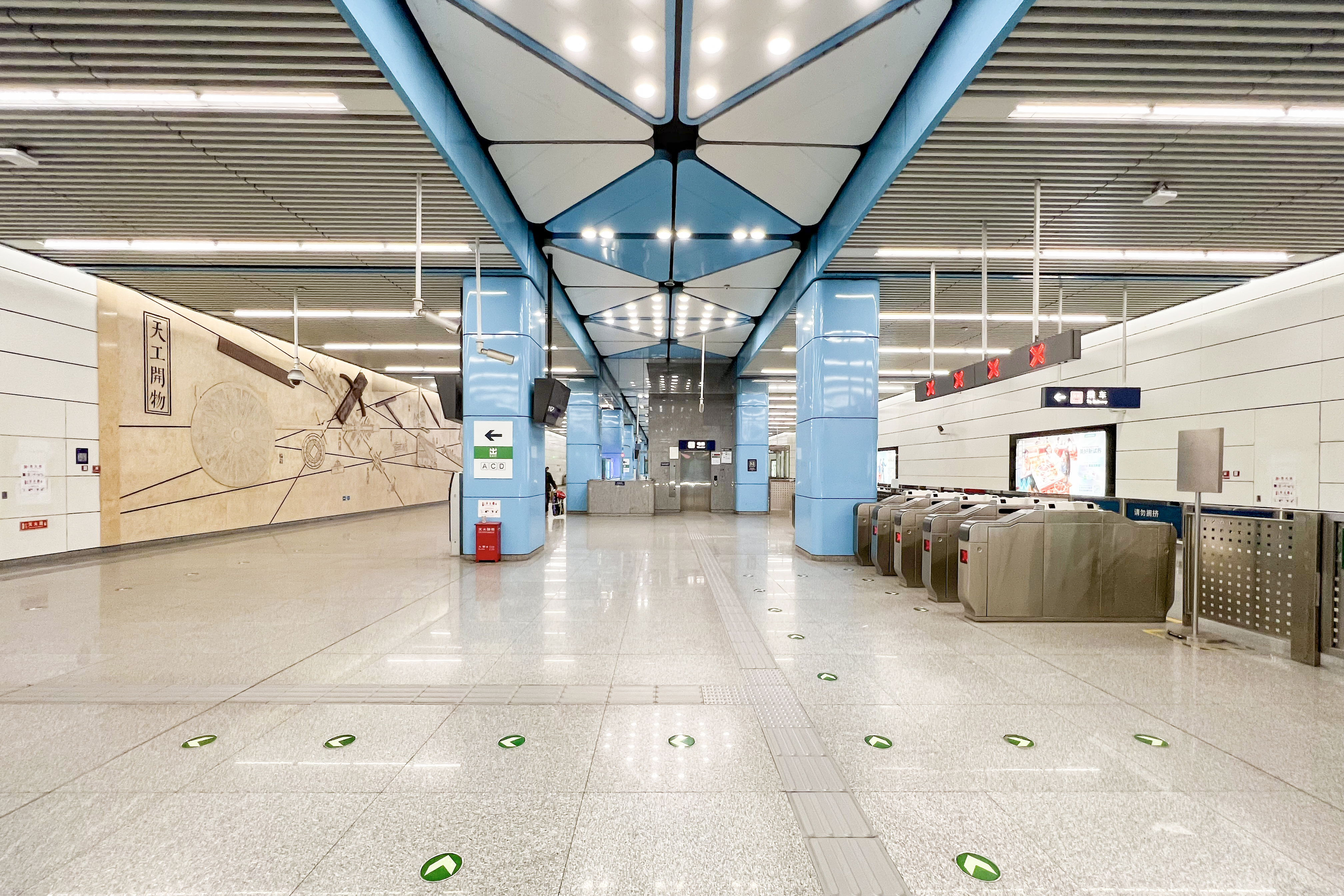
站厅（2022年3月摄）

北工大西门站为地下站，采用岛式站台设计。车站结构总长度222.9m，标准段宽21.1m。底板埋深17.85m，顶板覆土约3.0m。
车站站厅设置有名为“天工开物”的工业主题壁画。
| 地面层          | 出入口                     | A-D出入口                        |
| 地下一层 站厅层 | 站厅                       | 客务中心、自动售票机、进出站闸机 |
| 地下二层 站台层 |                            | █ 14号线往张郭庄（十里河）       |
| 地下二层 站台层 | 岛式站台，左側開门         |                                  |
| 地下二层 站台层 | █ 14号线往善各庄（平乐园） |                                  |

## 出入口
|                       |                  |                                                                                      |      |            |
| 编号                  | 指示             | 建议前往的目的地                                                                     | 照片 | 无障碍设施 |
| 出口 · A              | 松榆北路（南侧） | 北京工业大学西校区、南磨房中心小学、潘家园街道图书馆、朝阳区民政局、潘家园街道办事处 |      | 不適用     |
| 出口 · C · 升降机标志 | 西大望路（东侧） | 北京工业大学、北京燕莎奥特莱斯购物中心、北京工大建国饭店                             |      |            |
| 出口 · D              | 西大望路（西侧） | 朝阳区交通委员会、松榆里小学、松榆东里幼儿园                                         |      | 不適用     |
| 註： 設有             |                  |                                                                                      |      |            |